# Uromenus tobboganensis
Uromenus tobboganensis är en insektsart som beskrevs av Nadig 1994. Uromenus tobboganensis ingår i släktet Uromenus och familjen vårtbitare. Inga underarter finns listade i Catalogue of Life.